# Woolloomooloo
Woolloomooloo ist ein östlicher Vorort von Sydney, New South Wales, Australien. Er ist etwa anderthalb Kilometer vom Central Business District, der Innenstadt, entfernt und gehört zum Kommunalverwaltungsgebiet City of Sydney. Woolloomooloo ist ein ehemaliges Hafengebiet an der Woolloomooloo Bay, einem Seitenarm von Port Jackson.
Nordwestlich von Woolloomooloo liegt der Botanische Garten von Sydney. Die alte, weit in die Bucht hinausragende Werft von Woolloomooloo ist heute ein Hotel und Wohngebäude. Der östliche Teil der Bucht wird noch von der Royal Australian Navy genutzt. Östlich schließt sich das Wohnviertel Potts Point an; im Süden liegen die Stadtteile Darlinghurst und Kings Cross.
Lange galt der Ort als armes Arbeiterviertel von Sydney, erst vor kurzem hat sich die Situation mit einer Gentrifizierung verändert. Der Bau der Wohnsiedlung am Finger Wharf und die Sanierung der Küste haben die Veränderung wesentlich unterstützt.
Der erste Grundbesitzer in der Region, John Palmer, gab dem Ort seinen Namen. Unklar ist, wie Palmer auf diesen Namen kam. Anthropologe JD McCarthy schrieb 1946 in NSW Aboriginal Places Names, dass Woolloomooloo entweder von Wallamullah abgeleitet wurde, was Ort des Überflusses bedeutet, oder von Wallabahmullah, was ein junges schwarzes Känguru bezeichnet.

## Söhne und Töchter des Ortes
- Nellie Stewart (1858–1931), Schauspielerin und Sängerin
- William John Miles (1871–1942), politischer Verleger, Nationalsozialist
- Bonnie Mealing (1912–2002), Schwimmerin